# Championnat de France féminin de hockey sur glace 2020-2021
 (juillet 2025).
Si vous disposez d'ouvrages ou d'articles de référence ou si vous connaissez des sites web de qualité traitant du thème abordé ici, merci de compléter l'article en donnant les références utiles à sa vérifiabilité et en les liant à la section « Notes et références ».
Saison précédente Saison suivante
La saison 2020-2021 est la 35e édition du Championnat de France féminin de hockey sur glace.
Elle est diffusée sur la chaîne Sport en France. Après seulement deux matchs disputés début octobre, la saison est arrêtée à cause d'un reconfinement en raison de la pandémie du COVID-19.

## Saison régulière
Onze équipes sont engagées en élite féminine et elles sont divisées en deux poules :
- poule Nord : Gothiques d'Amiens, Jokers de Cergy-Pontoise, Jets d'Évry Viry, Griz'louves de Garges/St-Ouen, Bisons de Neuilly-sur-Marne, Remparts de Tours
- poule Sud : Aigles de Besançon, Déferlantes de Bordeaux/Anglet, Rebelles de Chamonix, Brûleurs de loups de Grenoble, Amazones de PACA

Les points sont attribués de la façon suivante :
- victoire dans le temps règlementaire : 3 points ;
- victoire en prolongation ou aux tirs au but : 2 points ;
- défaite en prolongation ou aux tirs au but : 1 point ;
- défaite dans le temps règlementaire : 0 point.

### Poule Nord
| Résultats (▼dom., ►ext.)                                           | AMI | CER | ÉVY | GSO | NEU | TRS |
| Amiens                                                             |     |     |     |     |     |     |
| Cergy-Pontoise                                                     |     |     |     | 9-0 |     |     |
| Évry/Viry                                                          |     |     |     |     |     |     |
| Garges/St-Ouen                                                     |     |     |     |     |     |     |
| Neuilly-sur-Marne                                                  |     |     |     |     |     |     |
| Tours                                                              | 3-2 |     |     |     |     |     |
| - Victoire à domicile - Victoire à l'extérieur - Match non disputé |     |     |     |     |     |     |

| Clt   | Équipe            | PJ | V | VP | D | DP | BP | BC | Pts |
| ----- | ----------------- | -- | - | -- | - | -- | -- | -- | --- |
| +001, | Cergy-Pontoise    | 1  | 1 | 0  | 0 | 0  | 9  | 0  | 3   |
| +002, | Tours             | 1  | 1 | 0  | 0 | 0  | 3  | 2  | 3   |
| -     | Neuilly-sur-Marne | 0  | 0 | 0  | 0 | 0  | 0  | 0  | 0   |
| -     | Tours             | 0  | 0 | 0  | 0 | 0  | 0  | 0  | 0   |
| +005, | Amiens            | 1  | 0 | 0  | 1 | 0  | 2  | 3  | 0   |
| +006, | Garges/St-Ouen    | 1  | 0 | 0  | 1 | 0  | 0  | 9  | 0   |

- Équipe qualifiée pour la phase finale

### Poule Sud
| Résultats (dom.\ext.)                                              | BES | B/A | CHA | GRE | PACA |
| Besançon                                                           |     |     |     |     |      |
| Bordeaux/Anglet                                                    |     |     |     |     |      |
| Chamonix                                                           |     |     |     |     |      |
| Grenoble                                                           |     |     |     |     |      |
| Provence-Alpes-Côte d'Azur                                         |     |     |     |     |      |
| - Victoire à domicile - Victoire à l'extérieur - Match non disputé |     |     |     |     |      |

| Clt   | Équipe                     | PJ | V | VP | D | DP | BP | BC | Pts |
| ----- | -------------------------- | -- | - | -- | - | -- | -- | -- | --- |
| +001, | Besançon                   | 0  | 0 | 0  | 0 | 0  | 0  | 0  | 0   |
| +002, | Bordeaux/Anglet            | 0  | 0 | 0  | 0 | 0  | 0  | 0  | 0   |
| +003, | Chamonix                   | 0  | 0 | 0  | 0 | 0  | 0  | 0  | 0   |
| +004, | Grenoble                   | 0  | 0 | 0  | 0 | 0  | 0  | 0  | 0   |
| +005, | Provence-Alpes-Côte d'Azur | 0  | 0 | 0  | 0 | 0  | 0  | 0  | 0   |

- Équipe qualifiée pour la phase finale